# Asian Journal of Andrology
Asian Journal of Andrology is een internationaal, aan collegiale toetsing onderworpen wetenschappelijk tijdschrift op het gebied van de andrologie, urologie en nefrologie. De naam wordt in literatuurverwijzingen meestal afgekort tot Asian J. Androl. Het wordt uitgegeven door Nature Publishing Group namens de Asian Society of Andrology en verschijnt 4 keer per jaar.